# 9587 Bonpland
9587 Bonpland este un asteroid din centura principală de asteroizi.

## Descriere
9587 Bonpland este un asteroid din centura principală de asteroizi. A fost descoperit pe 16 octombrie 1990 la Observatorul La Silla de Eric Walter Elst. Asteroidul prezintă o orbită caracterizată de o semiaxă mare de 2,58 ua, o excentricitate de 0,16 și o înclinație de 13,8° în raport cu ecliptica.